# Terrasoft
Terrasoft — українська компанія з розробки ПЗ, входить до групи компаній Creatio, офіси діють у Києві, Нікосії, Бостоні, Варшаві, Лондоні, Мельбурні.
У березні 2022 року компанія оголосила про вихід із ринків РФ та Білорусі. 

## Про компанію
Продукти компанії автоматизувати бізнес-процеси, створювати CRM-системи за моделлю SaaS. Один з основних продуктів компанії — No-code платформа Creatio.
Офіси компанії розташовані у Києві, Варшаві, Нікосії, Бостоні, Лондоні та Мельбурні. Після початку повномасштабного вторгнення РФ до України, компанія оголосила про закриття офісу у Москві (Terrasoft Russia). Крім розробки та продажу ПЗ, компанія навчає й займається підтримкою програм, має маркетплейс доповнень до власних продуктів. Компанія має сертифікат ISO/IEC 27001 з інформаційної безпеки.
Є організатором форуму бізнес- та IT-лідерів, присвяченого цифровій трансформації та прискоренню роботи організацій.

## Історія
Terrasoft було засновано 2002 року, компанія займалася створенням CRM-систем, проєктуванням, консалтингом.
2006 року створено платформу Terrasoft 3.X. До неї входили CRM-модулі, інструменти для конфігурування системи.
2011 року вийшла платформа BPMonline 5.X для управління бізнес-процесами. Вона діяла за концепцією BPM та BPMN. У травні 2013 року відбувся реліз платформи bpm'online 7.X.
2014 року в Бостоні відкрито офіс групи bpm'online (Creatio).
2014 року компанія запустила освітній портал, 2015 запущено маркетплейс.
2017 року компанія припинила надавати послуги з впровадження своїх програмних продуктів, такі послуги надаються партнерами.
У квітні 2017 року компанія презентувала low-code платформу bpm'online studio з інструментами для автоматизації бізнес-процесів. 2019 року запущено bpm'online studio free — безкоштовний продукт для спільної побудови та опису процесів.
У жовтні 2019 року платформа й продукти компанії, які були раніше відомі під назвою bpm'online, отримали нову назву — Creatio.

## Продукти
- Sales Creatio — автоматизація процесів продажів, управління різними типами продажів: прямі продажі, дистрибуція, електронна комерція, польові продажі та ін.
- Marketing Creatio — управління маркетинговими кампаніями на всіх етапах взаємодії з клієнтами.
- Service Creatio — управління внутрішнім і зовнішнім сервісом, автоматизація завдань контакт-центру.
- Studio Creatio — low-code платформа для управління бізнес-процесами та створення власних ІТ-рішень.

## Рейтинги
- 2011—2019 — компанія входила до топ-50 IT-компаній України за версією DOU.[27]
- 2017—2019 — партнерська програма отримувала відзнаку 5-Star Partner Program Award Winner від порталу CRN Magazine[en].[28]